# Quasimodo (serial animowany)
Quasimodo (ang. The Magical Adventures of Quasimodo, 1996) – kanadyjsko-francuski serial animowany wyprodukowany przez CinéGroupe, Télé-Images i Astral Media. Serial powstał na podstawie powieści Victora Hugo pt. Katedra Marii Panny w Paryżu.
Światowa premiera serialu miała miejsce w 1996 roku. W Polsce premiera serialu odbyła się 25 kwietnia 1996 roku na antenie Canal+.

## Fabuła
Akcja serialu rozgrywa się w Paryżu w roku 1483. Opowiada o przygodach trzech przyjaciół – Quasimodo, Esmeralda i François, którzy walczą ze złoczyńcami i muszą stanąć w twarzą w twarz ze złym Frollo.

## Wersja polska
Opracowanie i udźwiękowienie: PAANFILM Studio Warszawa

Reżyseria: Jerzy Dominik

Dialogi: Dariusz Dunowski

Dźwięk i montaż: Michał Skarżyński

Organizacja produkcji: Lidia Masiak

Wystąpili:
- Tomasz Kozłowicz – Quasimodo
- Aleksander Wysocki – Frollo
- Eugeniusz Robaczewski – król Ludwik XI

## Spis odcinków
| N/o            | Polski tytuł | Angielski tytuł              |
| -------------- | ------------ | ---------------------------- |
|                |              |                              |
| SERIA PIERWSZA |              |                              |
|                |              |                              |
| 01             |              | Evil Unmasked                |
|                |              |                              |
| 02             |              | Frollo's Revenge             |
|                |              |                              |
| 03             |              | The Carnival of Fools        |
|                |              |                              |
| 04             |              | The Star Master              |
|                |              |                              |
| 05             |              | A Trip to Italy              |
|                |              |                              |
| 06             |              | The Invisible Thieves        |
|                |              |                              |
| 07             |              | The Court of Miracles        |
|                |              |                              |
| 08             |              | Witches' Eve                 |
|                |              |                              |
| 09             |              | Trapped                      |
|                |              |                              |
| 10             |              | Dragon Rock                  |
|                |              |                              |
| 11             |              | The Clay Army                |
|                |              |                              |
| 12             |              | The Choice                   |
|                |              |                              |
| 13             |              | The Man Who Wouldn't be King |
|                |              |                              |
| 14             |              | Hope Springs Eternal         |
|                |              |                              |
| 15             |              | The Beast                    |
|                |              |                              |
| 16             |              | The Duel of the Magicians    |
|                |              |                              |
| 17             |              | The Abomination's Revenge    |
|                |              |                              |
| 18             |              | The Barbarian                |
|                |              |                              |
| 19             |              | A Song of the Heart          |
|                |              |                              |
| 20             |              | The Music Master             |
|                |              |                              |
| 21             |              | The Eye of the Eagle         |
|                |              |                              |
| 22             |              | The Oracle                   |
|                |              |                              |
| 23             |              | The Treasure                 |
|                |              |                              |
| 24             |              | A True Gypsy                 |
|                |              |                              |
| 25             |              | The Guardians                |
|                |              |                              |
| 26             |              | The Secret of the Templars   |
|                |              |                              |